# Hrášková kost
Hrášková kost (latinsky: os pisiforme) patří mezi kosti horní končetiny. Je uložená v proximální řadě zápěstních kůstek. Má vejčitý tvar a upíná se na ni šlacha loketního ohýbače zápěstí (m. flexor carpi ulnaris). Prodloužení úponové šlachy pokračuje ve formě dvou vazů na kost hákovou (os hamatum) a pátý metakarp ve formě hráškohákového vazu (lig. pisohamatum) a hráškozápasrtního vazu (lig. pisometacarpale). Na dorzální ploše nese kloubní plošku pro spojení s trojhrannou kostí (os triquetrum). 
Kost hrášková osifikuje jako poslední kost zápěstí a není pokryta okosticí (periostem). Jedná se o snadno hmatnou kost na dlaňové straně ruky při distálním okraji ohybové rýhy zápěstí.